# 阌乡县
阌乡县，中国古县名。位于今河南省灵宝市境内。它南近秦岭，东依函谷关，西接潼关，铁路、公路横贯东西，也是南北水路的交通大动脉，有3000年的成文历史。1959年黄河三门峡水库蓄水后，阌乡淹没于水库之中。

## 历史

### 秦代至金代
阌乡县最早称为胡县。秦初为胡关。西汉在胡关地设胡县，此乃阌乡有县之始。武帝元年（前140年）更名为湖县，属京兆尹（今西安市）。东汉建武十五年（39年）属弘农郡。三国、魏和晋不变。南北朝时，北魏改湖县为湖城县。北周明帝二年（558年），在湖城县旧址设阌乡郡，辖阌乡县。隋开皇三年（583年），阌乡郡废。开皇十六年（596年），划湖城县入阌乡县，移治于湖城。义宁元年（617年），复置湖城县。唐武德元年（618年），以阌乡之皇帝铸鼎而将凤林郡（原弘农郡）更名为鼎州，移治阌乡。贞观八年（634年），阌乡县属虢州；宋、辽、金时期，湖城、阌乡属陕州。

### 元代至共和国
至元二年（1265年），湖城省入阌乡（县治位于阌底镇）。明代洪武元年（1368年），阌乡归河南府，后改属陕州，隶河陕汝道，阌乡县移治于唐代湖城县的旧址。清代，阌乡县隶属陕州。中华民国，阌乡最初属豫西道。后废道设区，民国22年（1933年），属河南省第十一区。中华人民共和国时期，阌乡县属陕州专区。1952年陕州专区被撤销后，改属洛阳专区。1954年6月，灵宝、阌乡两县合并，阌乡县至此消失。

## 相关文学
|                                 | 清溪见底露苍苔，密竹垂藤锁不开。 应是仙家在深处，爱流花片引人来。 |
| ——《阌乡寓居十首·清溪》—唐·吴融 |                                                                   |

|                                 | 曾抛钓渚入秦关，今却持竿傍碧滩。 认得旧溪兼旧意，恰如羊祜识金环。 |
| ——《阌乡寓居十首·钓竿》—唐·吴融 |                                                                   |